# Eerste Slag bij Ream's Station
De Eerste Slag bij Ream's Station vond plaats op 29 juni 1864 in Dinwiddie County, Virginia tijdens de Amerikaanse Burgeroorlog. De Zuidelijke infanterie onder leiding van generaal-majoor William Mahone en de Zuidelijke cavalerie onder leiding van brigadegeneraal  Fitzhugh Lee versloegen samen de Noordelijke cavalerie die een raid had uitgevoerd op de spoorwegen ten zuiden van Petersburg, Virginia.

## Achtergrond
In juni 1864 voerde een Noordelijke cavaleriedivisie onder leiding van de brigadegeneraals James H. Wilson en August V. Kautz een raid uit tegen de Wilmington and Weldon spoorweg om de bevoorrading van de Zuidelijken af te snijden. Op 29 juni bereikte de divisie Ream's Station ten zuiden van Petersburg. Daar hoopten de Noordelijken aansluiting te vinden met hun infanterie. In de plaats botsten ze op de Zuidelijke infanterie van generaal-majoor William Mahone. Wilsons cavaleristen, die tegen elementen van generaal-majoor W.H.F. "Rooney" Lee's vochten, vonden aansluiting bij Kautz waar ze zo goed als omsingeld waren.

## De slag
Na de middag rukte Mahones infanterie op tegen de Noordelijke cavalerie. Ondertussen viel Fitzhugh Lee de vijandelijke linkerflank aan. Hierdoor werden de Noordelijken opgesplitst in twee delen. Wilson en Kautz slaagden er net in om te ontsnappen. Ze dienden wel hun bagagetrein en artillerie achter te laten.
Wilsons soldaten trokken na zware gevechten zich terug in zuidwestelijke richting via de Stage Road terug naar de Nottoway rivier. Kautz kon in zuidelijke richting ontsnappen om daarna in oostelijke richting af te draaien. Het was al donker toen ze de Noordelijke linies bij Petersburg bereikten. Wilson zette zijn tocht verder in oostelijke richting naar de Blackwater rivier om dan in noordelijke richting af te buigen. Op 2 juli bereikten ze de Noordelijke linies bij Light House Point. De raid uitgevoerd door Wilson en Kautz hadden 97 km spoorlijn kunnen vernietigen. Ze hadden wel veel mannen en paarden verloren voor het tijdelijke ongemak dat de Zuidelijken ondervonden.